# Miquel Asensi i Martín
Miquel Asensi i Martín (Llíria, 1879 - Ontinyent, 24 de maig de 1945) va ser un compositor i director de banda espanyol.

## Biografia
Va iniciar la seva formació musical amb el seu oncle Francisco Asensi que dirigia la Música Vella de Llíria. Després d'abandonar la carrera eclesiàstica va culminar la formació musical amb Salvador Giner. A principis del segle xx es va instal·lar a Madrid on va cultivar el teatre líric, estrenant sarsueles com La herencia roja (1909) o El barrio latino (1915). Va tornar a València per dedicar-se a l'ensenyament tot i continuar cultivant la composició, tant d'obres escèniques com de música religiosa, simfònica, coral (Cançons d'alegria, Cançons per al poble) i cançons escolars. Destaca la seua tasca compositiva amb llibrets de sarsuela en valencià, com A la vora del riu, mare (1919) o El toc del cargol (estrenat el 1938, en plena Guerra Civil espanyola).
Entre el 1910 i el 1912 va ser director titular la Unió Musical de Llíria, banda a la qual va estar molt vinculat des de la seva fundació. Diversos anys després, va assumir la direcció de l'Institut Musical Giner a València i de la Banda de Música d'Ontinyent.